# Maurice Bucaille
Pour les personnes ayant le même patronyme, voir Bucaille.
Maurice Bucaille, né le 19 juillet 1920 à Pont-l'Évêque et mort le 17 février 1998 dans le 16e arrondissement de Paris, est un médecin français. Il a été médecin de la famille du roi Fayçal d'Arabie.
Auteur de plusieurs ouvrages théologiques, Bucaille est connu surtout des musulmans pour ses théories concordistes favorables au Coran, dans lesquelles il affirme démontrer que le Coran est conforme aux théories scientifiques modernes, alors que la Bible serait pleine d’erreurs et d’incohérences. Son exégèse a été unanimement critiquée par les commentateurs scientifiques pour son manque d’objectivité, dans la mesure où il exigerait de la Bible une stricte conformité aux connaissances scientifiques actuelles — qu’il n’exigerait pas en même temps du Coran.

## Biographie
Fils de Maurice et de Marie (James) Bucaille, Maurice Bucaille a pratiqué, de 1945 à 1982, la médecine comme gastro-entérologue. En 1973, il a été nommé médecin de la famille du roi Fayçal d’Arabie saoudite. À la même époque, certains membres de la famille du président Anouar el-Sadate d’Égypte font aussi partie de ses patients.
En 1976, il publie La Bible, le Coran et la science, vendu à des millions d’exemplaires et traduit en plusieurs langues, où il soutient que le Coran, texte sacré de l'islam, contient des passages qui présentent des correspondances avec certaines découvertes scientifiques récentes, contrairement au texte biblique, qui, sur le plan scientifique, s'écarte notablement des connaissances établies aujourd'hui. En 1987, il publie un autre livre intitulé Momies du pharaon : les enquêtes médicales modernes ; il a lui-même participé au travail d'investigation médicale sur les momies.

## Concordisme pour le Coran et les hadiths
Bucaille est une des références du concordisme islamique, système d'exégèse qui consiste à interpréter le Coran de manière à tenter de le mettre en accord avec les résultats des sciences modernes. 

### Conformité du Coran, «véritable parole de Dieu», aux théories scientifiques
La Bible, le Coran et la science décrit le Coran comme étant en accord avec les faits scientifiques et les connaissances modernes sur la création de l’Univers, la Terre, l’espace, le règne animal et végétal, la reproduction humaine, etc. qui ont été révélées il y a quatorze siècles à Mahomet, prophète de l’islam. Bucaille affirme que — à la différence de la Bible et des Évangiles qui révèleraient des choses en totale contradiction avec les connaissances modernes et scientifiques actuelles, notamment pour ce qui est de la création de la Terre, la date de l'apparition de l'homme sur terre (qu'on peut déduire des généalogies énumérées dans la Bible), le récit du déluge, ou la généalogie de Jésus, rapportés par la Bible de façon apparemment erronée — le Coran énonce que dans l’islam, la science et la religion sont « des sœurs jumelles ». 
Selon Bucaille, la Bible contient des erreurs scientifiques monumentales et pas une seule ne se trouve dans le Coran, que ses descriptions de phénomènes naturels rendraient compatible avec la science moderne. Bucaille conclut que le Coran révélé au prophète Mahomet, un homme illettré et incapable de prouver des faits qui seront confirmés, quatorze siècles plus tard, par la science moderne, est la véritable parole de Dieu.

### Comparaison entre le Coran et les «erreurs» et «incohérences» de la Bible
Bucaille soutient que, du fait de sa transmission orale, l’Ancien Testament (dont la Bible hébraïque) aurait été dénaturé ainsi qu’à cause de nombreuses traductions et de corrections, sans oser penser que ces ajouts et modifications aient pu permettre d'obtenir le texte inspiré. Il accentue, dans ses mots, « les nombreux désaccords et les répétitions », dans l’Ancien Testament et les Évangiles. Le terme « parabole » est absent de cette analyse.
Dans son livre, Maurice Bucaille soutient qu’il s’appuie sur de nombreuses critiques de la Bible, telles que « l’hypothèse documentaire ». En ce qui concerne le Coran, Bucaille s'appuie notamment sur les travaux historiques de Muhammad Hamidullah, selon lesquels le Coran « fut à la fois récité par cœur, au fur et à mesure de sa Révélation, par le Prophète et les croyants autour de lui et fixé par écrit par les scribes de son entourage », ce qui assure leur authenticité. Plus bas, il donne l'argument de la similarité des différentes versions historiques du Coran aujourd'hui connues, telles les copies attribuées au calife Othmân (compagnon de Mahomet et troisième calife de l'islam) et d'autres copies très anciennes[source insuffisante].
Bucaille explique que les énoncés bibliques ne sont pas conformes aux connaissances scientifiques bien établies à son époque. Ainsi, au chapitre III de la première partie de La Bible, le Coran et la science, intitulée « L’Ancien Testament et la science moderne », Bucaille veut bien admettre que comme l'affirme la Bible au chapitre 1 du Livre de la Genèse versets 1 et 2 « qu'au stade où la terre n’avait pas été créée, ce qui va devenir l’univers tel que nous le connaissons était plongé dans les ténèbres ». Par contre, affirme-t-il, « mentionner l'existence des eaux à cette période est une allégorie pure et simple ». Il voit aussi une image « scientifiquement inacceptable » dans l'affirmation des versets 6 et 7, selon lesquels Dieu aurait séparé les eaux en deux parties, pour constituer les mers de l’une et le ciel de l’autre.

Cela dit, pour ce qui est du Coran, Bucaille affirme qu’il concorde parfaitement avec la science contemporaine. Ainsi, dans la troisième partie de ce même ouvrage intitulée « Le Coran et la science moderne », il explique que la mention dans le Coran (sourate 21, verset 30) « d'un processus de séparation (fatq) d'une masse initiale unique dont les éléments étaient initialement soudés entre eux (ratq) » n’est rien d’autre que le phénomène expliqué par les astrophysiciens sous l’appellation de « Big Bang ». Bucaille se penche également sur ce postulat du Coran (sourate 41, verset 11), selon lequel à la suite de la séparation (fatq), l’univers était devenu fumée (dhukhân). Selon lui, il s’agit en vérité, d’une « affirmation de l'existence d'une masse gazeuse avec de fines particules, car c'est bien ainsi qu'il faut interpréter le mot fumée (dukhân, en arabe). La fumée est généralement constituée par un substratum gazeux avec, en suspension plus ou moins stable, de fines particules pouvant appartenir aux états solide et même liquide de la matière et se trouver à une température plus ou moins élevée. » Bucaille en conclut que cette masse gazeuse décrite est la nébuleuse primitive, qu’il définit ainsi : 

« Aux temps les plus reculés sur lesquels elle est capable de se prononcer, la science moderne a tout lieu de considérer que l'univers était formé d'une masse gazeuse composée principalement d'hydrogène et pour une partie d'hélium en rotation lente. Cette nébuleuse s'est ensuite divisée en de multiples fragments de dimensions et de masses considérables, à telle enseigne que les astrophysiciens peuvent les évaluer de l'ordre d'un à 100 milliards de fois la masse actuelle du Soleil. »

Enfin, Bucaille soutient que l'énoncé du Coran (sourate 79, verset 27-33) selon lequel le reste de l'univers a été constitué avant notre planète, est rigoureusement vrai.
À propos de la description de la création et du cosmos, le Coran ne reprend aucune des superstitions ou des « enseignements » bibliques[non neutre], ce qui fait dire à la revue Études orientales que, si miracle scientifique du Coran il y a, c'est peut-être là qu'il faut le voir.

### Étude du recueil de Bukhari
Pour ce qui est des hadiths ; après avoir étudié le livre de Bukhari (Sahih al-Bukhari), compilé quelque deux siècles après la mort de Mahomet, Bucaille conclut que seul un petit nombre de passages sont conformes aux données de la science moderne.

## Popularité du concordisme de Bucaille chez les musulmans
Selon Jean-Pierre Filiu, l'ouvrage de Bucaille, La Bible, le Coran et la science — où « il prétend opposer les incohérences factuelles des textes chrétiens à la conformité du Coran avec la science moderne » — est très populaire de ce fait chez les prêcheurs musulmans, au point que la Libye en a assuré la diffusion en Afrique francophone, par le biais de son Association mondiale pour l'appel islamique.

### Nécessité pour les musulmans de démontrer que la Bible a été «corrompue»
Selon Ron Rhodes, apologète chrétien, cette popularité des théories de Bucaille chez les musulmans s'explique par le dilemme suivant : il avance d'abord d'un côté que les musulmans doivent se référer totalement aux Écritures qui ont précédé le Coran (d'après son interprétation de sourate X, 94), dont-il affirme que la Bible canonique fait partie (d'après sont interprétation de sourate IV, 136) ; il ajoute ensuite de l'autre côté que s'ils suivent l'enseignement de la Bible dans sa compréhension chrétienne (notamment concernant Jésus et la Trinité), alors ils doivent rejeter ce que leur dit le Coran. 
Dès lors, l'auteur ne voit qu'une solution possible à ce dilemme, chercher à démontrer que la Bible a été « corrompue » par les juifs et les chrétiens, et qu'elle contient de ce fait de nombreuses « contre-vérités ». Pour l'évêque anglican Stephen Neill, ajoute Ron Rhodes, le fait que les Écritures juives et chrétiennes diffèrent du Coran sur de nombreux points implique nécessairement - du point de vue des musulmans - que la Bible doive avoir été « corrompue ».

### Rôle de Bucaille dans cette démonstration
Or, Bucaille apporte précisément ce genre de « démonstration » (et d'autant mieux qu'il est un scientifique, un médecin originaire d'un pays de tradition chrétienne), puisqu'il affirme notamment que, si une révélation figure sans doute dans l'Ancien Testament, nous ne la connaissons que sous la forme que les juifs ont bien voulu nous en laisser, après avoir manipulé ces textes comme bon leur semblait. Ce sont donc les interventions humaines dans la Bible, les interprétations qui y figurent, qui expliqueraient les « erreurs grossières » de celle-ci, qu'on ne retrouverait pas dans le Coran.
En affirmant d'autre part ne pas avoir trouvé une seule erreur scientifique dans le Coran, Maurice Bucaille en souligne la prééminence par rapport à la Bible ; selon lui, l'Occident devrait donc se mettre à l'étude du Coran pour ne plus ignorer les miraculeuses informations qu'il contient sur la création de l'Univers et de l'Homme, ainsi que sur Dieu lui-même.

## Réfutation des théories de Maurice Bucaille

### Remarques méthodologiques
Les théories concordistes de Maurice Bucaille ont fait l’objet de critiques. Ainsi William F. Campbell, directeur de la National Catholic Educational Association (NCEA), soutient que Maurice Bucaille n’évalue pas le Coran selon les critères à l’aide desquels il juge la Bible : Bucaille exigerait de celle-ci qu’elle se conforme aux exigences et au langage scientifiques du XXe siècle, alors qu’il jugerait acceptable que le Coran soit écrit sans cette même rigueur scientifique, car, écrit-il au sujet des versets 27 à 33 de la sourate 79, le Coran « est exprimé dans un langage qui convient à des agriculteurs ou à des nomades de la péninsule arabique ». 

« L’objectivité dont se réclame le Dr Bucaille reste ainsi toute théorique. »

### Cas du récit de la Création
Maurice Bucaille critique par exemple la Bible lorsqu’elle décrit la Création, en divisant le déroulement en « jours » (hébreu : yom) : il souligne en effet que « l’on sait parfaitement de nos jours que la formation de l’univers et de la terre […] s’est effectuée par étapes sur des périodes de temps extrêmement longues », considérant dès lors le texte biblique comme « inacceptable ».  La Bible décrivant la création de l’univers en six jours, Dieu se reposant le septième jour ; allusion directe à la semaine des sept jours terrestres selon Bucaille. Toutefois, à supposer que le mot « jour » soit à interpréter dans un sens beaucoup plus long, le récit sacerdotal n'en resterait pas moins inacceptable à cause de la succession des épisodes qui est en contradiction formelle avec des notions scientifiques élémentaires, nous dit-il en conclusion, même si quelques exégètes de la Bible attribuent au mot « jour » l'équivalent de 1000 ans en s'appuyant sur le Psaume 90, 4 qui dit qu'un jour du Seigneur est comme mille ans, ce qui ne règle cependant ni la question des durées, ni celle de la succession.
En revanche, il n’hésite pas, lorsqu’il aborde le Coran, à réexaminer le sens du mot, admettant que les six « jours » (arabe : yawm) de la Création décrits dans les sourates du Coran doivent être compris comme désignant une « période de temps tout à fait différente » de l’acception usuelle du mot « jour ». En effet, il explique que le mot aurait plusieurs sens en arabe, le sens le plus courant étant « jour », précisant qu’il « tend à désigner plutôt la clarté diurne que la durée de temps entre un coucher de soleil et celui de son lendemain ». L’autre sens est « période de temps » non précisée mais toujours longue. Pour appuyer ses dires, il donne deux exemples de versets coraniques :
- la sourate 32, verset 5 : « […] en une période de temps (yawm) dont la mesure est de mille de ce que vous comptez » ;
- et la sourate 70, verset 4 : « […] en une période de temps (yawm) dont la mesure est de 50 000 ans »[27].

Concernant la succession des événements, il affirme que le Coran ne définit pas d'ordre précis de création des cieux et de la terre, ce qui permet à Maurice Bucaille de considérer que la description de la Création faite par le Coran ne contredit pas la vérité scientifique, alors que, selon ses termes, la description qu’en fait la Bible est « une erreur grossière ».

### Point de vue similaire
Dans Et Dieu créa Darwin : Théorie de l'évolution et créationnisme en Suisse, à propos de la définition du mot yaoum, Mallory Schneuwly Purdie considère qu'il est possible de suivre Maurice Bucaille et « d'admettre que le Coran envisage, pour la création du monde, de longues périodes de temps qu'il chiffre au nombre de six », précisant cependant en note : 

« Nous sommes conscients des controverses autour de Bucaille, notamment pour sa partialité en faveur du Coran, un livre auquel il accorde une “place tout à fait à part en raison de la garantie d'authenticité qu'il offre” alors qu'il considère l'Ancien Testament et les Évangiles comme truffés d'erreurs. Selon l'auteur, le Coran et la sunna apportent des éclairages nécessaires aux écritures les ayant précédés et les connaissances de la science moderne permettent de rehausser le statut authentique de la révélation coranique. »

## Analyse des momies des Pharaons
En 1974, il fit des recherches sur les raisons de la mort de Mérenptah, Ramsès II et d’autres momies égyptiennes. Il écrivit ses conclusions dans son livre Les Momies des Pharaons et la médecine.
Cet ouvrage reçut la médaille d’argent du prix Diane-Potier-Boès décerné en 1988 par l’Académie française pour « un ouvrage traitant des rapports entre l’Égypte et la France, ou à défaut consacré à l’histoire ou à la civilisation de l’Égypte. »
Ses travaux sur la mort de Mérenptah et de Ramsès II ont été très largement critiqués par la communauté des égyptologues. Ils ont pointé un « manque de sérieux » dans les analyses, ainsi que la volonté de faire « concorder » ses recherches avec le Coran. Aujourd'hui, le consensus scientifique a conclu que Mérenptah est mort d'athérosclérose et non noyé comme l'avait affirmé Maurice Bucaille. The Daily Telegraph a rapporté en 2010 que les « affirmations de Bucaille ont été ridiculisées par les scientifiques ». 

## Publications
- La Bible, le Coran et la science : Les Écritures saintes examinées à la lumière des connaissances modernes, Paris, Seghers 1976  (ISBN 978-2221501535) ; Pocket 2003  (ISBN 978-2266131032)
- Réflexions sur le Coran, avec Mohamed Talbi, Paris, Seghers, 1989  (ISBN 2232101487)
- L’homme d’où vient-il ? Les réponses de la science et des Écritures Saintes, avec Antoine Maurice, Paris, Seghers, 1980, 7e éd.  (ISBN 2221007816)
- Moïse et Pharaon. Les Hébreux en Égypte ; Quelles concordances de Livres saints avec l’Histoire ?, Paris, Seghers, 1995  (ISBN 2-232-10466-4)
- Les Momies des pharaons et la médecine : Ramsès II à Paris, le pharaon et Moïse, Paris, Séguier, coll. « Document », 1987, 247 p. (ISBN 978-2-906284-47-0)